# Sialis dreisbachi
Sialis dreisbachi là một loài côn trùng trong họ Sialidae thuộc bộ Megaloptera. Loài này được Flint miêu tả năm 1964.